# Звук хвиль
«Звук хвиль» (яп. 潮騒, шіосай)— у ранніх виданнях також Прибій, роман японського письменника Юкіо Мішіми, який було видано у 1954 році.
Це історія дорослішання рибалки Шінджі, який починає романтичні стосунки з ексцентричною пірнальницею Хацуе в консервативному вигаданому рибальському селищі Ута-джіма. Коли селом поширюються чутки, що Шінджі просто використовує кохання Хацуе, щоб позбавити її цноти, їхнє молоде кохання опиняється під загрозою. Лише коли Шінджі рятує корабель, що потрапив у шторм, батько Хацуе приймає їхні стосунки і дає Шінджі дозвіл одружитися з Хацуе.
Ця книга, закріпила за Мішімою статус найуспішнішого автора Японії та одного з найуспішніших авторів у світі. Вона була нагороджена премією Шінчо і п'ять разів екранізована.

## Сюжет
Шінджі Кубо живе зі своєю матір'ю, яка займається пірнанням на молюсків, і молодшим братом Хіроші в маленькому рибальському селі Утаджіма. Разом з матір'ю дбає про існування сім'ї.Батько Шінджі загинув під час Другої світової війни, коли його рибальський човен потрапив під обстріл американського бомбардувальника. Тим не менш, сім'я живе певною мірою мирним життям, і Шінджі задоволений своїм життям рибалки разом зі своїм начальником Юкічі Оямою та колегою по роботі Рюджі.
Часи кардинально змінюються, коли син Терукічі Міяти, найбагатшої людини в селі, помирає, і тому він вирішує повернути в село свою доньку Хацуе, яку раніше віддав групі ловців молюсків на іншому острові. Хацуе описується як молода дівчина неймовірної краси; отже, коли вона прибуває в село, у неї з'являється велика кількість шанувальників, включаючи Шінджі. Тим часом Терукічі планує видати Хацуе за чоловіка з села.
Невдовзі після цього Шінджі та Хацуе пізнають один одного ближче та закохуються. Коли Чійоко, дочка доглядача маяка, повертається в село після навчання в Токійському університеті, вона з розчаруванням виявляє, що Шінджі, з яким у неї були романтичні стосунки, закоханий у Хацуе. Тому вона користується заздрістю свого сільського сусіда Ясуо Кавамото, ще одного шанувальника Хацуе, щоб поширити чутки, що Шінджі хоче використати Хацуе, щоб позбавити її незайманости. Через заздрощі, що Шінджі може позбавити Хацуе цноти, Ясуо намагається зґвалтувати Хацуе тієї ночі, коли вона збирається наповнити відро водою біля колодязя. Спроба провалюється, оскільки Ясуо стає жертвою нападу шершнів, коли він розриває одяг Хацуе. Соромлячись своєї поведінки, він пропонує, щоб Хацуе наповнюватиме для неї відро з водою в майбутньому та буде відносити його назад у село, якщо вона змовчить про подію.
Коли Терукічі чує чутки, він забороняє Хацуе мати будь-які подальші контакти з Шінджі; Лише через Юкічі та Рюджі вони продовжують спілкуватися один з одним за допомогою таємних листів. Терукічі категорично відмовляється зустрітися з Шінджі для обговорення, і коли мати Шінджі, знаючи, що Шінджі не брехун, марно намагається поговорити з Терукічі, це посилює конфлікт між Шінджі та Хацуе. Перед тим, як Чійоко повертається до університету, вона зустрічається з Шінджі та запитує його, чи вважає він її непривабливою. Коли Шінджі заперечує це та бажає їй на все добре у майбутньому, Чійоко відчуває докори сумління. Повернувшись у Токіо, її мучать думки про те, що вона знищила шанс Шінджі на щасливе життя.
Наприкінці літа Терукічі обирає Ясуо та Шінджі капітанами «Утаджіма-мару». Коли корабель потрапляє в шалений шторм, лише мужність і наполегливість Шінджі можуть врятувати корабель від перекидання. Мотив Терукічі для ініціювання цієї події розкривається, коли його дружина показує листи Чійоко, в яких вона розкриває чутки та свою причетність до них. Вона не хоче повертатися в село, тому що не наважується глянути в очі Шінджі— своєму старому коханню, чиє щастя вона злісно відібрала. Коли Терукічі стикається зі своєю дружиною, він розповідає їй про свій план зробити Шінджі чоловіком Хацуе. Подорож на човні була випробуванням на мужність, щоб дізнатися, хто з двох чоловіків гідний взяти Хацуе собі за дружину. Відважність Шінджі особливо вразила Терукічі; він дає йому дозвіл одружитися з Хацуе.

## Теми твору

### Уроки природи
Протягом усієї книги природа визначає життя на острові. Коли Мішіма розповідає історію молодої пари, яка страждає від чуток, ревнощів і класових відмінностей, він проводить паралелі між уроками, які вони повинні вивчити обох, і уроками, яких навчає природа. Мішіма стверджує, що природа всемогутня і поза людським впливом, тому її слід поважати. Ви виявляєте цю повагу до природи, наслідуючи її— тільки так ви можете жити в гармонії з нею.
Перше, що робить це зрозумілим, це Хацуе. Хацуе— молода красива донька Терукічі, найвпливовішого чоловіка на острові. Протягом багатьох років вона вдосконалювала мистецтво пірнання за молюсками, і оскільки вона цінує їхню красу, подібну до природи, у неї є багато шанувальників. Пірнання на молюсків— небезпечне і складне заняття; Завдяки рокам своєї роботи пірнання з молюсками, особливо в холодних водах і небезпеці небезпечних морських істот, Хацуе навчає про силу, мужність і те, що найбільші скарби часто ховаються в суворих, непривабливих зовнішніх умовах. Це природне знання допомагає їй знайти партнера свого життя; Тому що, на відміну від інших жителів села, вона може побачити зовнішність Шінджі як робітника нижчого класу та розпізнати в ньому рідкісний, цінний характер.
Водночас карають тих, хто живе не за природою. Ясуо— егоцентричний юнак і син багатої шанованої родини. Хоча Ясуо насправді природжений лідер, він також настирливий, непоступливий і самозакоханий— всупереч урокам природи. Коли Хацуе повертається до села, Ясуо забирає з собою та починає ревнувати, коли з'являються чутки про кохання Хацуе та Шінджі. Це спонукає його взяти справу у свої руки, тому однієї ночі він намагається зґвалтувати Хацуе. Замах прямо карається природою. Своїм різким поводженням він привертає увагу зграї шершнів, які жалять все його тіло.
Нарешті, Мішіма використовує пряме зіткнення Шінджі з потужним явищем природи, тайфуном, щоб довести цю філософію до кінця: коли хтось навчається працювати з природою, а не проти неї, він також навчається жити в гармонії з нею. Коли Шінджі попросили приєднатися до екіпажу Утаджіма-мару, він з ентузіязмом приймає роботу. Коли корабель потрапляє в неконтрольований тайфун поблизу порту Окінава, Шінджі добровільно лагодить обірваний трос корабля, незважаючи на шторм. Він використовує все, чого навчився від природи та про неї протягом багатьох років, щоб врятувати екіпаж від певного перекидання. На наступний ранок після шторму він прокидається від «глибокого синього чистого неба» та «спокійного блискучого моря». Незважаючи на свій простий розум, Шінджі завжди мав тісний зв'язок із природою та велику повагу до її сили через свою роботу моряка. Навчившись поглинати цю силу в собі, він рятує не лише себе, а й життя членів своєї команди.
Мішіма карикатурно зображує природу як небезпечну силу, яка час від часу чинить насильство. Однак ті, хто відкриває себе для засвоєння природних вчень, можуть втілити свою невимовну силу та ставитись до інших з більшим співчуттям і турботою.

### Любов, секс і відданість
По суті, «Звук хвиль»— це історія кохання. Коли Шінджі та Хацуе вперше відчувають прихильність одне до одного, вони отримують перший досвід любові та сексу. Їхня взаємодія один з одним ніколи не буває поверхневою, а в тій же мірі духовною. Мішіма також підкреслює, що справжнє кохання та справжня відданість— на відміну від простої фізичної привабливости чи сумісности, заснованої на соціальному класі— завжди зрештою переважатимуть над ревнощами, жорстокістю та брехнею.
Оскільки Шінджі та Хацуе зближуються, саме ця чесність і оптимізм зберігають їхню відданість незмінною, незважаючи на те, що їм заважають сторонні люди. Це очевидно в сцені, де Шінджі засинає перед вогнем, чекаючи на Хацуе. Коли він прокидається, Хацуе стоїть напівоголена, щоб висушити свій одяг і тіло від води холодного моря. Безсоромна нагота Хацуе перед Шінджі демонструє чистоту й наївність її юного кохання. Коли Шінджі прокидається, Хацуе жартома каже йому також зняти одяг— не через сексуальне бажання, а просто щоб вони могли «бути на рівних». Коли Шінджі та Хацуе лежать разом, вони відчувають «чисте щастя». Замість статевого акту, до якого Хацуе не готова, Шінджі дарує їй красиву рожеву мушлю з пляжу, яка нагадала йому про Хацуе. Сцена чітко демонструє невинність, яка характеризує стосунки Хацуе та Шінджі. Хоча вони також фізично приваблюють один одного, вони більш пов'язані духовно— за словами Мішіми, саме це робить стосунки плідними.
Коли Чійоко поширює чутки про молоду пару і навіть забороняє батькові Хацуе Терукічі подальші контакти з Шінджі, Хацуе та Шінджі змушені жити з публічним викриттям і уїдливими коментарями своїх селян. Але попри всі ці розмови, зв'язок між Шінджі та Хацуе не слабшає; натомість вони знаходять інші способи підтримувати зв'язок один з одним.
Мішіма наголошує в історії, що відданість Шінджі Хацуе не тільки дає йому сили пережити саботаж сторонніх, але й реальні небезпеки. Коли Шінджі бере на себе завдання керувати корабелем Терукічі, батька Хацуе, Хацуе дає йому автопортрет, щоб він узяв його з собою на Окінаву. Під час тайфуну Шінджі кілька разів дивиться на портрет, щоб зібратися з волею та силою для свого небезпечного для життя завдання залатати мотузку. Зрештою, саме ця сила переконує Терукічі в тому, що Шінджі— правильна людина для Хацуе. Це завершує коло: невинність і чесність їхнього юного кохання зрештою дозволяє Шінджі одружитися зі своєю справжньою коханою.

### Дорослішання
Инша філософія Мішіми обертається навколо дорослішання головного героя, Шінджі. Упродовж хронології роману Шінджі дізнається багато важливих уроків про любов, честь, соціальний клас, сім'ю та цінність важкої праці. Мішіма неодноразово натякав, що єдиний спосіб фактично здійснити перехід від хлопчика до чоловіка— це бути самовідданим та мати вміння адаптовуватися до змін.
Шінджі— людина, яка самовіддана, але щоб вирости, він повинен навчитися ставати ще більш самовідданим. Спочатку він демонструє цю безкорисливість, віддаючи всю спійману рибу та зароблені гроші своїм овдовілим матері та братові. Шінджі носить порваний одяг, і майже не проходить день, щоб він не працював. Незважаючи на те, що він живе таким простим життям, йому ніколи не спадає на думку залишити гроші собі та використати їх. Природна безкорисливість Шінджі демонструє, наскільки добре він уже прямує до свого дорослішання на початку історії. Коли Хацуе прибуває в село, Шінджі опиняється в небезпеці повністю відмовитися від своїх старих звичок на користь життя з вищим соціальним статусом і задоволення власних потреб. Однак Шінджі не підходить до відносин з таким наміром. Замість того, щоб допомагати собі, він продовжує віддавати пріоритет іншим.
Незважаючи на те, що чутки поширюються по селу, Шінджі дає Хацуе можливість дистанціюватися, хоча це мучить його всередині. Щоб відновити публічний імідж Хацуе, Шінджі погоджується на власну погану репутацію. Під час віддалення від Хацуе Шінджі починає сумніватися щодо свого рішення: він розмірковує, чи варто йому переконати Хацуе розлучитися з ним і вчинити Шінджю (романтичне подвійне самогубство), щоб «бути разом назавжди» в загробному житті. Але він вирішує відмовитися від цього, оскільки це думки «егоїстичних людей», які «думають лише про себе»— якщо він виконає свій план, він завдасть непоправної шкоди репутації Хацуе та залишить його матір на призволяще. Хоча його скрутне становище ставить перед ним важке завдання ігнорувати все це та діяти самостійно, Шінджі вирішує відмовитися від цього, що є свідченням його зростаючої самовідданости.
Його самовідданість досягає кульмінації у зустрічі з тайфуном у кінці книги. Незважаючи на загрозу життю, Шінджі вирішує полагодити обірваний трос і тим самим врятувати екіпаж свого корабля. Цей сміливий, самовідданий вчинок символізує останній крок дорослішання— його «історія дорослішання» завершена.
Філософія дорослішання Мішіми суттєво відрізняється від инших романів дорослішання його часу. Зрілість найчастіше асоціювалася з власністю— двірник, який бере на себе ведення бізнесу, покоївка, яка стає мільйонером. Мішіма відкидає цей західний матеріалістичний погляд на дорослішання. Натомість повна безкорисливість є ознакою і водночас метою зробленого кроку до дорослого життя.

### Соціальні класи, багатство і влада
Мішіма все частіше підкреслює, наскільки серйозна нерівність багатства та влади може роз'єднати суспільства. Всупереч передбачуваним тенденціям західного капіталізму, цінність людини має вимірюватися не її власністю, соціальним класом чи владою, а виключно її моральним кодексом. У центрі уваги конфлікт між Шінджі, бідним рибалкою, який віддає весь свій статок своїй матері, та батьком Хацуе Терукічі, найбагатшою людиною на острові.
Ута-джіма поділяється на різні класи різного багатства та влади. Більшість його мешканців є малооплачуваними рибалками або пірнальниками— чоловіки ловлять рибу цілий день, щоб прогодувати сім'ю, а жінки ризикують отримати травми та переохолодження, пірнаючи. Незважаючи на їхню жертву, робітничий клас Ута-джіми рідко отримує щось натомість. Рибалки змушені віддавати більшу частину свого улову кооперативу, який, у свою чергу, продає рибу за високою ціною на материку. Тим часом жінкам заборонено зберігати цінні коштовности, які вони знаходять на морському дні. Мішіма хоче підкреслити свою філософію, що соціальний клас, як правило, не відповідає цінности людини. Бідний клас може не мати значних статків, але вони підтримують один одного і всім серцем присвячують себе своїй роботі— самі того не бажаючи, бідні формують моральний стандарт. У той же час вищий клас має предмети розкоші та владу, але знаходиться поза спільнотою.
Коли Шінджі закохується в Хацуе, він бореться з проблемою того, що він не належить до її соціального класу. Незважаючи на споріднені душі, їхній соціальний клас заважає їхньому щастю. Приклад можна знайти в середині книги: хоча Шінджі усвідомлює і соромиться, що чутки неправдиві, він знає, що у нього не буде жодного шансу прояснити непорозуміння: «Я просто бідний». Його начальник, Юукічі, також підбадьорює його, що Шінджі не судили б так злісно, якби він був «багатою людиною».
Ця динаміка також очевидна в суперництві між Шінджі та Ясуо, багатою молодою людиною та шанувальником Хацуе. Хоча батько Хацуе Терукічі бачить Ясуо як ідеального зятя (виходячи з його соціального статусу), він егоїстичний парубок без трудової етики чи співчуття. Незважаючи на те, що батько Хацуе виправдовувався бажанням знайти «ідеального партнера» для Хацуе, Ясуо має кращі шанси, ніж Шінджі, виходячи лише з його багатства. Лише коли Шінджі доводить свою самовідданість своєю відданістю шторму, Терукічі розуміє, що єдине, що справді має значення в людині,— це її воля. Зрештою він розуміє, що Шінджі, незважаючи на нижчий клас, є почесною людиною, а тому ідеальним партнером для Хацуе.
Через досвід Шінджі Мішіма підкреслює, що соціальна приналежність, багатство та влада лише відволікають увагу від єдиного, що має значення: сутности людини.
Плітки
Через історію Мішіма розповідає про те, як плітки та чутки можуть зруйнувати не лише стосунки, а й цілі суспільства, тому їм не варто вірити.
Ута-джіма — невеликий острів, на якому проживає багато бідних, працьовитих людей, які люблять проводити вільний час, поширюючи чутки про своїх сусідів. Від звичайного рибалки до дружини доглядача маяка всі беруть участь — свідомо чи несвідомо — у тому, щоб чутки стали реальністю.
Мішіма встановлює динаміку з самого початку через непорозуміння між двома головними героями, Шінджі та Хацуе. Шінджі спочатку вірить чуткам про те, що Хацуе заручена з Ясуо, що не мотивує його навіть підходити до неї. Лише коли він стикається з Хацуе з чутками і зі сміхом заперечує це, Шінджі відчуває, що знову може довіряти їй. Так само Хацуе чує чутки, що Шінджі та Чійоко закохані. Це змушує її інтерпретувати ситуації, в яких Шінджі уникав її, як доказ чуток. Лише під час їхньої суперечки правда випливає наяву. Мішіма на ранній стадії чітко пояснює руйнівний вплив чуток, які можуть розлучити навіть закоханих людей.
Руйнівний вплив чуток стає ще очевиднішим, коли стає очевидним їхній вплив на все населення Ута-джіми. Коли Чійоко поширює чутки, що Шінджі та Хацуе хочуть мати дошлюбний секс, це впливає на весь острів: Терукічі забороняє контакти та тримає Хацуе в домі, репутація обох коханців знищена, а також погіршуються стосунки між окремими класами - наприклад мати Шінджі, яка вперше усвідомлює, наскільки маленький Терукічі сприймає її серйозно як особистість. Ймовірно, найгіршим наслідком чуток є спроба зґвалтування Ясуо.
Зокрема, через вчинок Ясуо Мішіма показує наслідки чуток: кожен, хто чує їх, хоче відновити «справедливість» і покарати ймовірних кривдників. Незважаючи на те, що Шінджі та Хацуе врешті-решт можуть довести свою невинність і побудувати спільне життя, все йде не так, як неможливо.

## Символи
Пірнальники за мушлями
Пірнання за молюсками символізує красу, якої не досягнеш, не докладаючи зусиль. Подібно до того, як жінки острова виконують важку та небезпечну роботу, щоб отримати прекрасні перлини, за словами Мішіми, усі люди повинні проходити через складні ситуації, щоб отримати уроки та розвиватися. Завдяки своїй роботі і Хацуе, і мати Шінджі зрозуміли, наскільки важливо пройти через неприємні речі, щоб досягти прекрасного.
Шершні
За допомогою шершнів Мішіма в кількох моментах історії пояснює, як ті, хто виступає проти уроків природи, караються нею: їм відмовляють у гармонійному житті серед природи. Найважливішою є сцена, коли Ясуо намагається зґвалтувати Хацуе вночі. Сама Хацуе не може захиститися від грубої сили Ясуо; тільки рій шершнів зупиняє злодія.

## Персонажі
Шінджі Кубо
Шінджі – головний герой роману. Він проводить дні, працюючи рибалкою разом зі своїм колегою по роботі Рюджі та своїм начальником Юукічі. Шінджі має сильний зв’язок із природою та своєю роботою. Він черпає сили з моря і підтримує близькі стосунки з матір'ю. Він закохується в Хацуе і планує з нею майбутнє, але песимістично дивиться на різницю між їхніми соціяльними класами та свого конкурента Ясуо, багатого, але егоїстичного парубка його віку. Коли Чійоко поширює чутки про те, що Шінджі хоче переспати з Хацуе, він вперше стає темою для розмов у селі. Незважаючи на перешкоди, він бореться за свою любов до Хацуе, яка зрештою окупається – коли Шінджі рятує свою команду від перекидання, батько Хацуе підтримує стосунки між ними.
Хацуе Міята
Хацуе описують як красиву, мужню, але чуйну жінку. Вона дочка Терукічі, найбагатшої людини на острові. Хацуе жила на далекому острові багато років, перш ніж Терукічі вирішив повернути її назад до Ута-джіми. Вона швидко закохується в Шінджі, але їх молоде кохання знаходиться під загрозою через чутки, які поширює Чійоко. Хацуе чутлива й емоційна, але зовсім не егоцентрична і не жаліє себе, навіть коли батько хоче видати її заміж за запального Ясуо. Крім того, вона талановита пірнальниця за молюсками, має чудову трудову етику та безстрашність щодо небезпек природи. Вдячна, оптимістична та багата натура Хацуе багато в чому є ідеєю моралі Мішіми, яку він хоче передати через роман.
Ясуо Кавамото
Ясуо — запальний і розпещений президент товариства джентльменів Ута-джіми. Народжений у  багатстві і владі, Ясуо постійно розповідає про свої сексуальні пригоди та досягнення, але ніколи не бере участи у важкій роботі. Мішіма описав Ясуо як класичного антагоніста, оскільки він вірить, що його кляс і багатство ставлять його вище за инших; Йому байдужі самовідданість і уроки природи. Він закохується в Хацуе, сповнений ревнощів до Шінджі і саме він починає чутки про Чійоко. Оскільки Хацуе не відповідає на його почуття, він намагається зґвалтувати її, але його зупиняє рій шершнів. Наприкінці книги Терукічі вибирає його в команду корабля. Однак, коли корабель потрапляє в шторм, він ховається на палубі й поступається Шінджі першим — зрештою це коштує йому весілля з Хацуе.
Мати Шінджі
Мати Шінджі є овдовілою жінкою та матір'ю-одиначкою Шінджі та Хірочі. Досвідчена водолазка на молюсків, вона спортивна, відважна та віддана своїй родині. У той же час вона розривається всередині: з одного боку, вона регулярно відвідує могилу свого покійного чоловіка і клянеться йому у вічній вірности, з іншого боку, вона бажає вести більш авантюрне життя з новим коханням. Коли чутки про Шінджі поширюються, вона всіма силами намагається відновити його репутацію, але отримує відмову Терукічі. Мама Шінджі любить свою роботу і нудьгує у весняні та літні місяці. Свою силу вона черпає насамперед з інших жінок села.
Терукічі Міята
Терукічі, якого часто називають просто дядьком Теру, є впевненим і імпозантним власником двох великих вантажних суден. Незважаючи на те, що Терукічі є найбагатшою людиною на острові, він не звик до такого життя, оскільки пройшов свій шлях з самого низу. Мішіма описав Міяту як «уособлення зусиль, рішучости, амбіцій і сили Ута-джіми». Мішіма має на увазі, що Терукічі засвоїв уроки природи в минулому, але забув їх через свій раптовий успіх. Втративши єдиного сина, Терукічі повертає Хацуе з її острова та планує видати її заміж. Через його поверхневий світогляд він сповнюється гніву, коли поширюються чутки про Шінджі та Хацуе. Однак коли Терукічі відчуває смуток своєї доньки, він більше не може дотримуватися цього образу байдужого, прагматичного вельможі.Тому він поступається та влаштовує випробування, щоб з’ясувати, хто є ідеальним партнером для його дочки – з яким Шінджі героїчно впорався. Незважаючи на свою впертість, наприкінці роману Терукічі згадує свої старі цінности та уроки, які він засвоїв на шляху до успіху.
Доглядач маяка
Наглядач маяка доглядає великий маяк острова. Його описують як тихого та вдумливого чоловіка, який відчуває велику відданість до своєї дружини та доньки Чійоко. Він відчуває велику пристрасть до своєї роботи і в кінці роману проводить екскурсію для закоханих, Шінджі та Хацуе, щоб показати їм, як, подібно до маяка, який приносить світло в темряву острова, любов і відданість також висвітлюють темряву життя.
Дружина доглядача маяка
Дружина доглядача - привітна, балакуча жінка, дуже прив'язана до сім'ї. Хоча вона часто опиняється втягненою в скандали та чутки, вона бере відповідальність за себе, свою родину та людей острова. Вона добре ладнає з Шінджі, тому, коли Чійоко розповідає їй про чутки, вона безпосередньо стикається з Терукічі, щоб загладити провину.
Чійоко
Чійоко — невпевнена в собі та ревнива донька доглядача маяка. Вона навчається в університеті в Токіо, що робить її однією з небагатьох людей, які регулярно залишають острів. До початку роману у неї був роман із Шінджі, але він закінчився. Через свої ревнощі вона заохочує Ясуо поширювати чутки про Шінджі. Тільки коли вона усвідомила, що зробила, вона відчула докори сумління і зізналася у своїх вчинках батькам у листуванні. Хоча Чійоко вважає себе потворною та нудною та реагує імпульсивно на основі цих емоцій, зрештою вона виявляється безкорисливою людиною.
Хіроші Кубо
Хіроші - молодший брат Шінджі. Його описують як яскравий, незрілий і іноді трохи скупий характер. Він отримує велике задоволення, втягуючи свого брата в халепу, але все одно підтримує з ним хороші стосунки. Хіроші – мандрівник, який після шкільної екскурсії до Кіото та Осаки вирішив згодом подорожувати світом. Мішіма описує його як добру душу, якій ще потрібно зробити кілька кроків, перш ніж досягнути самовідданости, необхідної для дорослого життя.
Юукічі Ояма
Юукічі є майстром рибалки, власником рибальської асоціації під назвою Тайхей-мару та керівник Шінджі. Його описують як старого, тихого чоловіка, із засмаглою шкірою та великою відданістю своїй роботі. Він є зразком наслідування для Шінджі; він дає йому важливі уроки терпіння, відданости та любови до моря.
Рюджі
Рюджі — сором’язливий колега Шінджі по роботі, який, як і він, бачить у Юкічі приклад для наслідування. У часи кризи він виявляється хорошим другом Шінджі, захищаючи його від чуток у селі та переносячи листи між закоханими, коли їм не дозволяли бачитися.
Капітан
Капітан є робітником Терукічі капітаном судна Утаджіма-мару. Як мудра та уважна людина, він спостерігає за Шінджі та Ясуо під час їхньої подорожі, щоб пізніше сказати Терукічі, хто правильний чоловік для Хацуе. Його описують як блискучого моряка; Він також був призначений запасним капітаном на випадок непередбачених обставин, якщо Шінджі та Ясуо обидва відмовляться врятувати корабель від перекидання.
Сочан
Сочан — друг Хіроші. Граючи в печеру, він жартома помічає, що хвилі особливо хвилюються, тому що «Бог моря» хоче перешкодити веселощам Шінджі (маючи на увазі чутки про те, що Шінджі мав позашлюбний секс з Хацуе). Це демонструє його поверхневий і пліткарський характер.
Качан
Качан - ще один друг Хіроші. Він намагається тримати в таємниці чутки, які поширює Сочан, щоб не поставити під загрозу їхню дружбу.
Торговець
Торговець описаний як стара, мудра людина. Він завжди приїжджає влітку до Утаджіми, щоб продати килими та коштовности ловцям молюсків.
Священик
Священик є духовним лідером святилища Ясіро, святилища, присвяченого богу моря.

## Історичний контекст
Події «Звуку хвиль» розгортаються в Японії на початку 1950-х років, у період відразу після Другої світової війни. Після капітуляції Японії війська союзників, особливо США, переслідували мету реабілітації Японії. Це призвело до радикальної політики вестернізації та змін у політичних, економічних і соціальних структурах країни, зокрема через сувору заборону традицій, які могли заохочувати патріотизм війни (наприклад, кендо), і, нарешті, але не менш важливо,прийняття конституції держави Японії, що була укладена окупаційним урядом союзників.
Незважаючи на те, що рибальське село ізольоване від великих островів Японії, Мішіма чітко посилається на вестернізацію, оскільки всі селяни, які походять із великих міст, таких як Токіо чи Осака, скептично ставляться до нових технологій і змін модних тенденцій. Мішіма - націоналіст і противник вестернізації Японії, романтизує життя на маленькому консервативному острові, де панує колективна відданість традиційному одягу, традиційній праці та традиційним соціальним ролям.

## Натхнення

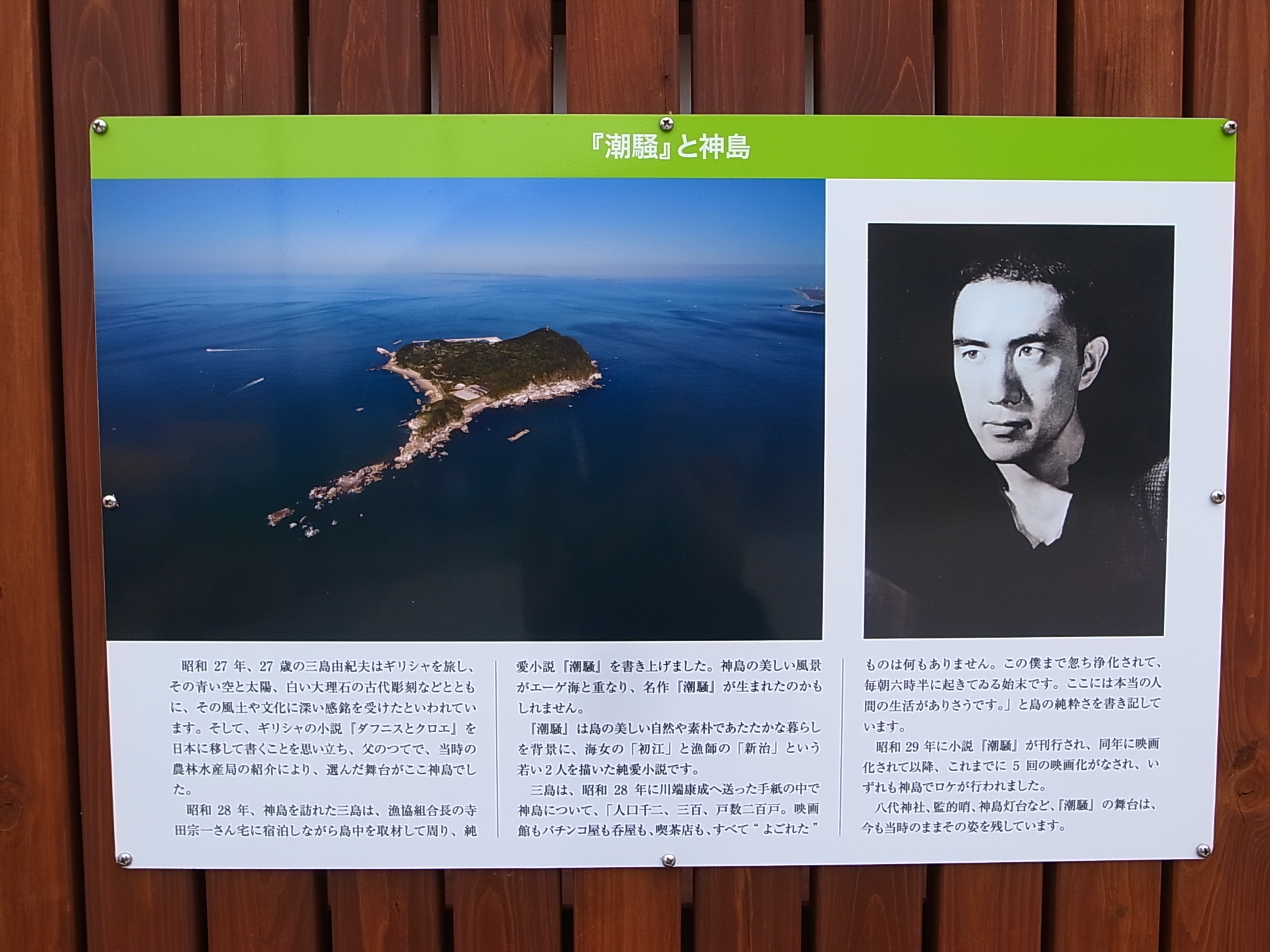
Пам'ятна табличка на острові Ута-джіма на честь Мішіми

Завдяки своєму комерційному успіху Мішіма з 1950 року відвідав зарубіжні країни, особливо країни Європи, кілька місяців жив у Греції та ретельно вивчав грецьку міфологію. Він детально задокументував свої подорожі в «Чаші Аполлона» (アポロの杯).
На додаток до свого власного досвіду з Греції, Мішіма зокрема включив легенду про Дафніса та Хлою в процес написання. У легенді, яка розгортається на грецькому острові Лесбос, двоє знайдених - Дафніс і Хлоя - закохуються одне в одного, але уникають один одного, боячись зробити щось не так. До Хлої залицяється багато чоловіків, які всіма способами намагаються перешкодити любови між Дафнісом і Хлоєю. Зрештою, однак, вони знову знаходять своїх біологічних батьків і отримують дозвіл одружитися один з одним.
Вигаданий острів Ута-джіма заснований на реальному острові Камішіма. Дослівний переклад буде «острів звуку» (япон. jima означає острів; японський Uta означає  звук). Назва натякає на шум хвиль, який постійно чують селяни. Острів у його точному описі не існував на момент публікації книги; У 1995 році відома японська співачка Масасі Сада купила за 20 мільйонів ієн невеликий острів Тера Сіма, розташований в затоці Омура поблизу Нагасакі, і перейменував його в Ута-джіма.

## Адаптації
Завдяки великому успіху роман був кілька разів екранізований. Анімаційна адаптація була випущена Central Park Media під назвою The Sound of Waves: Part 1 & 2. Також були адаптації в 1954, 1964, 1971, 1975 і 1985 роках.